# یو بت (کالیفرنیا)
یو بت (به انگلیسی: You Bet) یک منطقهٔ مسکونی در ایالات متحده آمریکا است که در شهرستان نوادا، کالیفرنیا واقع شده‌است. یو بت ۸۸۷ متر بالاتر از سطح دریا واقع شده‌است.